# Fortalesa de Yaino
La Fortalesa de Yaino és un jaciment arqueològic situat en el districte de Huayllán, província de Pomabamba, a la regió d'Ancash de Perú. Les ruïnes són al turó denominat Yaynohirka, a una altitud de 4.150 m.

## Història
Yaino fou un centre administratiu de molta importància durant l'apogeu de la cultura Recuay: es va construir progressivament des del 400 al 800. Altres assentaments de la mateixa importància i extensió són Pashash (Cabana), Riway (Asunción), Tinyash (Huánuco), Marcahuamachuco (La Libertad) i Coyor (Cajamarca).
Yaino és a 4.100 m en un dels turons limítrofs de Pomabamba i Piscobamba, a uns 20 km de la Serralada Blanca. El jaciment arqueològic s'estén en unes 25 hectàrees. També té arquitectura defensiva amb murs perimètrics, que en el seu temps arribarien als 15 metres d'alt, terrasses elevades i accessos restringits. Un sistema de trinxeres naturals l'envoltava, i aquestes parts van ser ampliades i emmurallades.
S'han trobat ofrenes de l'època inca en les ruïnes.